# Ša'ab
Ša'ab (hebrejsky שַׁעַבּ‎, arabsky شعب, v oficiálním přepisu do angličtiny Sha'ab) je místní rada (malé město) v Izraeli, v Severním distriktu.

## Geografie
Leží v nadmořské výšce 74 metrů, v údolí u vádí Nachal Chilazon, které vybíhá ze západního okraje do nitra Dolní Galileji. Podél severního okraje města protéká hlubokým údolím vádí Nachal Chilazon, na jehož protější straně se zvedá vrch Har Gilon. Podél západní strany obce do něj přitéká vádí Nachal Ne'iel, na straně východní Nachal Avid.
Město se nachází cca 100 kilometrů severovýchodně od centra Tel Avivu a cca 25 kilometrů severovýchodně od centra Haify, v hustě osídleném pásu, přičemž osídlení v tomto regionu je etnicky smíšené. Vlastní Ša'ab obývají Izraelští Arabové. V okolí leží mnoho dalších arabských obcí včetně velkých měst jako Sachnin. Mezi nimi ale leží rozptýlené menší židovské vesnice. Na západní straně pak začíná pobřežní oblast s demografickou převahou židů. Město je na dopravní síť napojeno pomocí lokální silnice číslo 805.

## Dějiny
Ša'ab stojí na místě staršího židovského města Šav (שאב), které je tu doloženo v dobách První židovské války v 1. století našeho letopočtu, kdy se o něm zmiňuje Flavius Iosephus. Ve středověku bylo místo osídleno Araby. Využívalo strategické polohy při cestě z Haify směrem na Damašek. Palestinské zdroje navíc přidávají druhou možnou teorii, podle níž je nynější jméno obce odvozeno od arabského kmene, který sídlil v jihovýchodním Iráku, poblíž vesnice Hamadan.
Židovská komunita se v obci zmiňuje ještě v 11. století. Během křížových výprav zmínky o židech v této lokalitě ustávají, patrně byli vyhnáni. Místo osídlili nejspíše křesťané. Ve 13. století se uvádí, že po mamlúcké invazi ve 13. století odtud křesťané uprchli. Ve vesnici je hrob Ahmeda Lialimiho, který bojoval spolu seSaladinem v bitvě u Hattínu. Tehdy patrně vesnici osídlili muslimové. V 18. století zde byla za vlády Dahera el-Omara postavena mešita. V dobách britského mandátu v obci žili kromě arabských muslimů i arabští křesťané, po nichž zde zbyly dva kostely (nyní ovšem populace je zcela muslimská).
Ša'ab byl dobyt izraelskou armádou v rámci Operace Dekel během války za nezávislost v červenci roku 1948. Izraelská vojska ovládla obec 18. července 1948. Po dobytí byla nejdříve tato arabská vesnice vysídlena, přičemž část obyvatel uprchla do Libanonu, kde se usadili v uprchlickém táboře al-Rashidyah poblíž města Týros, část se rozptýlila do okolí. V opuštěné vesnici, jejíž zástavba ale nebyla narušena, prý zůstala jen jedna stará křesťanská žena. Roku 1951 se byla vesnice obnovena a nastěhovala se sem opět část původních obyvatel a také arabští uprchlíci vysídlení z jiných částí Izraele, zejména vesničané z okolního regionu (vysídlená vesnice al-Damun poblíž nynějšího kibucu Jas'ur) a také Beduíni z Chulského údolí. Většina obyvatel pracuje mimo obec.
V roce 1975 byl Ša'ab povýšen na místní radu (malé město). V obci fungují dva kostely a mešita. Kostely nejsou využívány, protože místní křesťanská komunita po roce 1948 vymizela. Jeden z nich ale byl později opraven. Město má dobré vztahy s okolními židovskými vesnicemi. Část místních dětí navštěvuje hebrejsko-arabskou základní školu v rámci Oblastní rady Misgav.

## Demografie
Ša'ab je etnicky zcela arabským městem. Podle údajů z roku 2005 tvořili arabští muslimové 100 % populace. Jde o menší sídlo městského charakteru. K 31. prosinci 2014 zde žilo 6500 lidí.
| Rok            | 1922  | 1931  | 1945  | 1961  | 1972  | 1983  | 1995  | 1998  | 1999  | 2000  |
| -------------- | ----- | ----- | ----- | ----- | ----- | ----- | ----- | ----- | ----- | ----- |
| Počet obyvatel | 1 206 | 1 297 | 1 740 | 1 165 | 1 990 | 2 941 | 4 361 | 4 900 | 5 000 | 5 200 |

| Rok            | 2001  | 2002  | 2003  | 2004  | 2005  | 2006  | 2007  | 2008  | 2009  | 2010  | 2011  | 2012  | 2013  | 2014  |
| -------------- | ----- | ----- | ----- | ----- | ----- | ----- | ----- | ----- | ----- | ----- | ----- | ----- | ----- | ----- |
| Počet obyvatel | 5 300 | 5 500 | 5 600 | 5 800 | 5 900 | 6 000 | 6 000 | 6 099 | 5 909 | 6 000 | 6 100 | 6 300 | 6 400 | 6 500 |